# نهر كوباستور (فرجينيا)
نهر كوباستور (بالإنكليزية:Cowpasture River) هو الرافد الرئيسي لنهر جيمس في غرب فرجينيا في الولايات المتحدة حيث يلتقي مع نهر جاكسون. يبلغ طول النهر 84.4 ميل (135.8 كم).